# Selenur

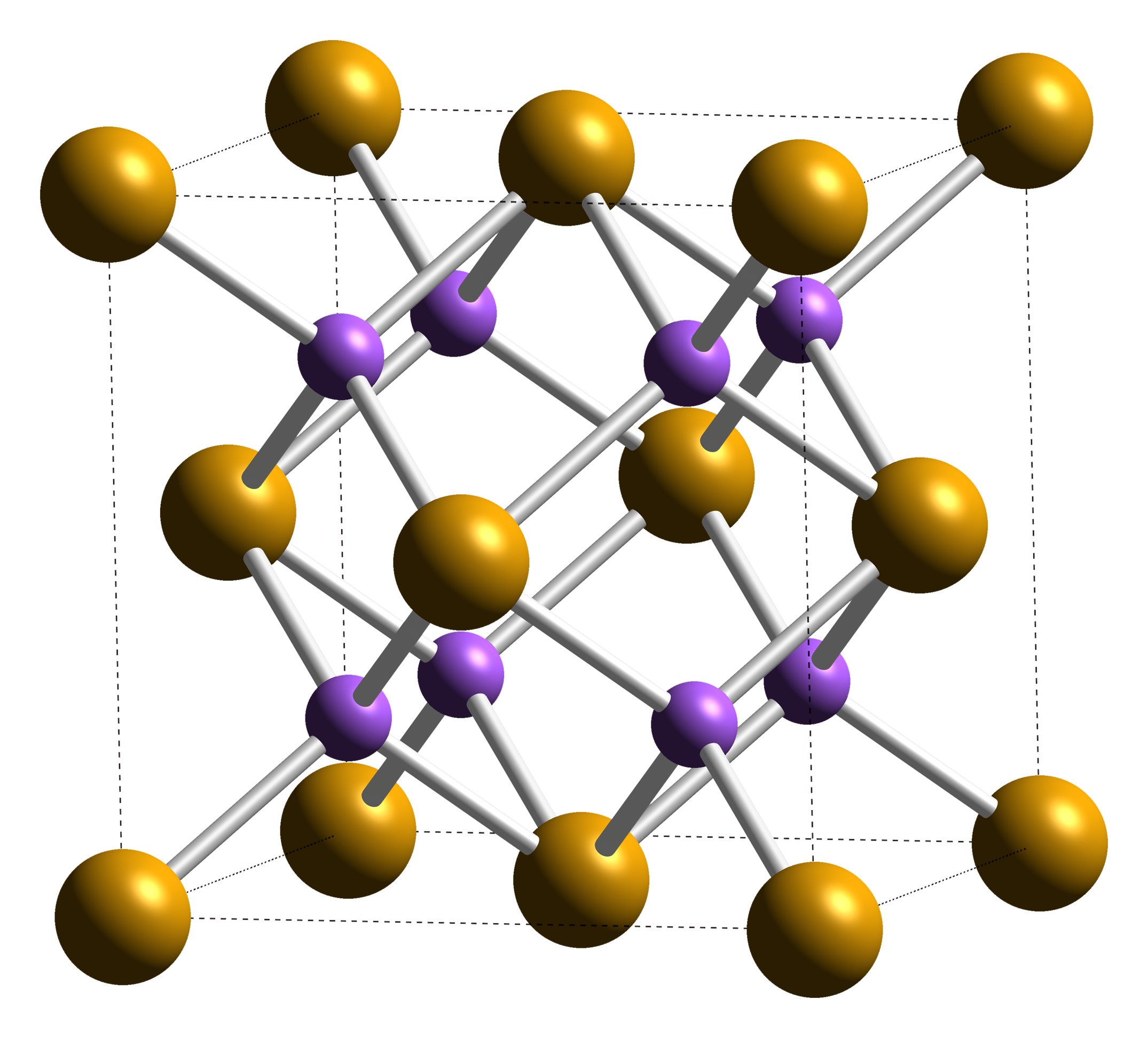
Estructura cristal·lina del selenur de sodi, Na₂Se, amb els cations Na+ representats en lila i els anions Se^2- en groc

Un selenur és un compost químic que resulta de la combinació del seleni amb elements menys electronegatius que ell.
Hom els obté generalment per combinació directa de llurs elements i presenten propietats molt semblants a les dels sulfurs.

## Estat natural

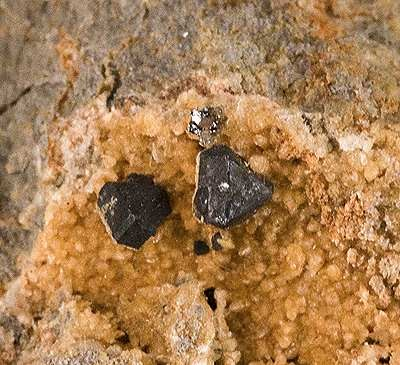
Cristalls de tiemannita (centre) del Districte Marysvale, Comtat de Piute, Utah, Estats Units

A la natura hom hi troba un bon grapat de minerals que químicament són selenurs. Alguns exemples són: l'athabascaïta és tetraselenur de pentacoure, {\textstyle Cu_{5}Se_{4}}; la umangita és el diselenur de tricoure, {\textstyle Cu_{3}Se_{2}}; la berzelianita és selenur de dicoure, {\textstyle Cu_{2}Se}; la clausthalita és un selenur de plom(II), {\textstyle PbSe}; la tiemannita és selenur de mercuri(II), {\textstyle HgSe}; l'eucairita és un selenur doble, el selenur d'argent i coure, {\textstyle AgCuSe}; i també la fischesserita, que és un diselenur de triargent i or, {\textstyle Ag_{3}AuSe_{2}}; com també la jacutingaïta que és el triselenur de mercuri i diplatí, {\textstyle Pt_{2}HgSe_{3}}.

## Aplicacions

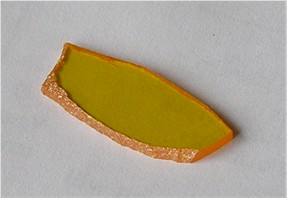
Cristall de selenur de zinc, ZnSe

Els selenurs han trobat aplicacions en el camp de noves tecnologies (electrònica i òptica). El selenur de zinc, {\textstyle ZnSe}, és el material preferit per a la fabricació de lents, finestres, acobladors de sortida i expansors de feix per la seva baixa capacitat d'absorció en longituds d'ona infraroges i la seva transmissió visible, i en la fabricació de LED blancs. N'hi ha que tenen propietats de superconductors: diselenur de vanadi, {\textstyle VSe_{2}}; diselenur de platí, {\textstyle PtSe_{2}}; diselenur de titani, {\textstyle TiSe_{2}}; diselenur de niobi, {\textstyle NbSe_{2}}; o el selenur de ferro, {\textstyle FeSe}. Altres tenen característiques de semiconductors: diselenur d'hafni, {\textstyle HfSe_{2}}; diselenur de molibdè, {\textstyle MoSe_{2}}; diselenur de tungstè, {\textstyle WSe_{2}}; diselenur de reni, {\textstyle ReSe_{2}}; diselenur d'estany, {\textstyle SnSe_{2}}; diselenur de tàntal, {\textstyle TaSe_{2}}; selenur de gal·lii, {\textstyle GaSe}; selenur de germani, {\textstyle GeSe}; triselenur de diindi, {\textstyle In_{2}Se_{3}}; o triselenur de dibismut, {\textstyle Bi_{2}Se_{3}}. El selenur de coure, gal·li i indi, {\textstyle CuInGaSe}, conegut com a CIGS, ha trobat aplicació en la fabricació de capes per a panells solars. El selenur de plom(II), {\textstyle PbSe}, s'ha utilitzat comunament com un fotodetector d'infrarojos en múltiples aplicacions, com espectròmetres de gas, flames de detecció d'infrarojos, espoletes per a municions d'artilleria o sistemes d'orientació d'infrarojos passius.